# Zelene livade s teboj
»Zelene livade s teboj« je skladba skupine 12. nadstropje iz leta 1985. Avtor glasbe je Martin Žvelc, besedilo pa je napisal Dušan Velkaverh.

## Opatijski festival '85
S to skladbo so prvič nastopili na Opatijskem festivalu '85, v luksuznem hotelu Kvarner. Čeprav skladba ni osvojila nobene nagrade, pa je kljub temu pri nas postala zimzelena uspešnica.

## Snemanje
Producent je bil Dušan Zore. Snemanje je potekalo v studiu Napoleon v Kamniku. Skladba je izšla na kompilaciji Dani Jugoslavenske zabavne glazbe JRT - Opatija '85 na veliki vinilni plošči in kaseti pri založbi Jugoton.

## Zasedba

### Produkcija
- Martin Žvelc – glasba, aranžma
- Dušan Velkaverh – besedilo
- Dušan Zore ali Žvelc – producent

### Studijska izvedba
- Ivan Hudnik – vokal
- Marino Mrčela – kitara